# Promionides obliqua
Promionides obliqua är en fjärilsart som beskrevs av Emilio Berio 1966-1967. Promionides obliqua ingår i släktet Promionides och familjen nattflyn. Inga underarter finns listade i Catalogue of Life.